# Dekanat Ługański
Dekanat Ługański – jeden z 7 dekanatów katolickich w diecezji charkowsko-zaporoskiej na Ukrainie.

## Parafie
- Ługańsk
- Kadijewka
- Chrustalnyj